# Forêt nationale d'Ipanema
La forêt nationale d'Ipanema (portugais : Floresta Nacional de Ipanema) est une forêt nationale brésilienne. Elle se situe dans la région Sud-Est, dans l'État du São Paulo.
Le parc fut créé en 1992 et couvre une superficie de 5 385 hectares.